# ماسانوبو ياماموتو
ماسانوبو ياماموتو (باليابانية: 山本真伸) هو مجدف ياباني، ولد في 27 يونيو 1949.

## وصلات خارجية
- ماسانوبو ياماموتو على موقع الاتحاد الدولي للتجديف (الإنجليزية)
- ماسانوبو ياماموتو على موقع اللجنة الأولمبية الدولية (الإنجليزية)
- ماسانوبو ياماموتو على موقع أوليمبيديا (الإنجليزية)